# Igazi holyvaformák
Az igazi holyvaformák (Staphylininae) a rovarok (Insecta) osztályába sorolt holyvafélék (Staphylinidae) családjának egyik alcsaládja. A család legnagyobb fajai tartoznak ide, köztük a család (és az alrendág) névadó neme, a Staphylinus. Jelenlegi rendszerek ide sorolják a korábban önálló Xantholinidae alcsaládot.

## Jellemzőik
A holyvafélék családjának legnagyobb fajai tartoznak ide, de sok közepes termetű faja is van az alcsaládnak. Testük nyújtott, nem feltűnően lapos. 11 ízű csápjuk fonálszerű, és a homlok elülső szegélyén ered. Rágóik közvetlen az összetett szemek előtt erednek, előreállóak. Állkapcsi tapogatóik négy-, az ajaktapogatók háromízűek. Potrohuk erősen megnyúlt, a szárnyfedők viszonylag rövidek. Lábfejeik túlnyomó részben (kivéve például az Atanygnathus nemet) 5-5-5 ízűek.

## Rendszertani felosztásuk
A családba az alábbi nemzetségek és nemek tartoznak:
- Arrowinini

Arrowinus (Bernhauer, 1935)
- Diochini

Diochus (Erichson, 1839) - Antarctothius (Coiffait & Saiz, 1969) - Coomania (Kleine, 1941)
- Maorithiini

Maorothius (Assing, 2000)
- Othiini

Atrecus (Jacquelin du Val, 1856) - Othius (Stephens, 1839) - Parothius (Casey, 1906)
- Platyprosopini

Platyprosopus (Mannerheim, 1830)
- Staphylinini
- Amblyopinina

Amblyopinus (Solsky, 1875) - 
Amblyopinodes - 
Chilamblyopinus piceus  - 
Edrabius - 
Megamblyopinus - 
Myotyphlus jansoni 
- Anisolinina

Amelinus - 
Amichrotus - 
Anisolinus - 
Barygnathus - 
Bombylodes - 
Diatrechus - 
Hesperoschema -  
Hesperosoma - 
Misantlius - 
Pammegus - 
Paratympanophorus - 
Philomyceta - 
Tolmerinus - 
Turgiditarsus -  
Tympanophorus 
- Hyptiomina

Holisus 
- Philonthina

Actinomorphus -  
Actinus - 
Afrorabigus - 
Agacerus - 
Atopocentrum - 
Belonuchus - 
Bisnius (Stephens, 1829)  - 
Cafius (Stephens, 1829) - 
Chroaptomus - 
Craspedomerus - 
Diplostictus - 
Dorcophilonthus -  
Ecitophytes - 
Endeius - 
Erichsonius (Fauvel, 1874) - 
Flohria - 
Gabriopalpus -  
Gabrius (Stephens, 1829) - 
Gabronthus (Tottenham, 1955) - 
Glyphesthus - 
Hesperomimus - 
Hesperopalpus -  
Hesperus (Fauvel, 1874) - 
Hybridolinus - 
Jurecekia (Rambousek, 1920) - 
Laetulonthus - 
Leptopeltus - 
Leucitus - 
Linoderus - 
Mentophilonthus - 
Moeocerus - 
Mysolius - 
Neobisnius (Ganglbauer, 1895) - 
Neoleucitus - 
Odontolinus - 
Ophionthus - 
Orthidus - 
Pachypelmopus - 
Paederallus - 
Paederomimus - 
Paracraspedomerus - 
Pescolinus - 
Peucoglyphus - 
Phileciton - 
Philonthus (Stephens, 1829) - 
Phucobius - 
Platyschema - 
Proxenobius - 
Pseudocraspedomerus - 
Pseudomoeocerus - 
Pterygolaetus - 
Rabigus (Mulsant & Rey, 1876) - 
Remus (Holme, 1837) - 
Scelotrichus - 
Shaverdolena - 
Sphaeriolinus - 
Sternotoxus - 
Stevensia - 
Taxiplagus - 
Thinocafius - 
Trachyphilonthus - 
Tropiopterius - 
Xanthodermus - 
Xenobius 
- Quediina

Acylohsellus - 
Acylophorus (Nordmann, 1837) - 
Anaquedius - 
Anchocerus - 
Astrapaeus - 
Beeria - 
Bolitogyrus - 
Cafioquedus - 
Cheilocolpus - 
Ctenandropus - 
Euristus - 
Euryporus - 
Heinzia - 
Hemiquedius - 
Heterothops - 
Indoquedius - 
Ioma - 
Loncovilius - 
Lonia - 
Mimosticus - 
Natalignathus - 
Paratolmerus - 
Parisanopus - 
Philonthellus - 
Pseudorientis - 
Quediocafus - 
Quediomacrus - 
Quediomimus - 
Quediopsis - 
Quedius (Stephens, 1829) - 
Quelaestrygon - 
Quetarsius - 
Quwatanabius - 
Rolla - 
Sphingoquedius - 
Strouhalium - 
Termitoquedius - 
Valdiviodes - 
Velleiopsis - 
Velleius (Samouelle, 1819)
- Staphylinina

Abemus (Mulsant & Rey, 1876) - 
Agelosus - 
Apecholinus - 
Apostenolinus - 
Aulacocypus - 
Bafutella - 
Collocypus - 
Creophilus (Samouelle, 1819) - 
Dinothenarus (C.G. Thomson, 1858) - 
Emus (Samouelle, 1819) - 
Eucibdelus - 
Guillaumius - 
Hadropinus (Sharp, 1889) - 
Hadrotes - 
Leistotrophus - 
Liusus - 
Menoedius - 
Miobdelus - 
Naddia - 
Ocychinus - 
Ocypus (Samouelle, 1819) - 
Ontholestes (Ganglbauer, 1895) - 
Palaestrinus - 
Pancarpius - 
Paragastrisus - 
Parapalaestrinus - 
Paraphytolinus - 
Philetaerius - 
Physetops - 
Phytolinus - 
Platydracus (Thomson, 1858)  - 
Protocypus - 
Protogoerius - 
Rhynchocheilus - 
Rhyncocheilus - 
Saniderus - 
Sphaerobulbus - 
Sphaeromacrops - 
Staphylinus (Linnaeus, 1758) - 
Tasgius (Stephens, 1829) - 
Thinopinus - 
Thoracostrongylus - 
Trichocosmetes - 
Wasmannellus 
- Tanygnathinina

Atanygnathus (Jacobson, 1909)
- Xanthopygina

Algon - 
Antimerus - 
Dysanellus - 
Elecatopselaphus - 
Elmas - 
Gastrisus - 
Glenus - 
Hasumius - 
Isanopus - 
Nausicotus - 
Nordus - 
Ocyolinus - 
Oligotergus - 
Paraxenopygus - 
Phanolinopsis - 
Phanolinus - 
Philothalpus - 
Plociopterus - 
Prianophthalmus - 
Prionopedinus - 
Prionophilonthus - 
Rientis - 
Scaponopselaphus - 
Styngetus - 
Torobus - 
Triacrus - 
Tricholinus - 
Trigonopalpus - 
Trigonopselaphus - 
Xanthopygoides - 
Xanthopygus - 
Xenopygus 
- Xantholinini

Achemia - 
Achmonia - 
Adhavara - 
Agerodes - 
Allolinus - 
Allotrichus - 
Andamania - 
Andelis - 
Archaites - 
Atopolinus - 
Australinus - 
Caecolinus - 
Calontholinus - 
Cibyra - 
Crinolinus - 
Cylindrinus - 
Dactylaptatus - 
Daolus - 
Denon - 
Dibothroglyptus - 
Domea - 
Eachamia - 
Elgonia - 
Enervia - 
Erymus - 
Eulissus - 
Faxilla - 
Gauropterus (C. G. Thomson, 1860) - 
Grevillia - 
Gyrohypnus - 
Habrolinus - 
Hesperolinus - 
Heterocinus - 
Heterolinus - 
Himmala - 
Holocorynus - 
Homalolinus - 
Homorocerus - 
Hypnogyra - 
Indolinus - 
Indomorphus - 
Lemiganus - 
Lepidophallus - 
Lepitacnus - 
Lepta - 
Leptacinellus - 
Leptacinus (Erichson, 1839) - 
Leptomicrus - 
Leptophius - 
Leurocorynus - 
Linohesperus - 
Linosomus - 
Liotesba - 
Lissohypnus - 
Lithocharodes - 
Maharadja - 
Mahavana - 
Manilla - 
Medhiama - 
Megalinus - 
Metocinus - 
Metolinus - 
Metosina - 
Microleptus - 
Microlinus - 
Mitomorphus - 
Neohypnus - 
Neoleptacinus - 
Neoxantholinus - 
Nepalinus - 
Nilla - 
Notolinus - 
Nudobius (C.G. Thomson, 1860) - 
Oculolabrus - 
Otagonia - 
Oxybleptes - 
Pachycorynus - 
Pahanghella - 
Paracorynus - 
Paratesba - 
Paulianella - 
Phacophallus - 
Platydromus - 
Plochionocerus - 
Pseudocorynus - 
Pseudoxantholinus - 
Queenslandina - 
Renda - 
Sagarmatha - 
Scytalinus - 
Someira - 
Somoleptus - 
Spaniolinus - 
Stenistoderus (Jacquelin du Val, 1856) - 
Stenolinus - 
Stictolinus - 
Sulawesina - 
Sumatera - 
Sungaria - 
Sylea - 
Symilla - 
Talliella - 
Tamilla - 
Tesba - 
Tetraulacus - 
Thyreocephalus - 
Tralichia - 
Ulisseus - 
Vulda - 
Waitatia - 
Walesia - 
Whangareiella - 
Xanthocorynus - 
Xantholinus (Dejean, 1821) - 
Xanthophius - 
Xestolinus - 
Yunna - 
Yunnella - 
Zenon - 
Zeteotomus (Jacquelin du Val, 1856)

## Ismertebb magyarországi fajok
- aranysujtásos holyva (Staphylinus caesareus) (Cederhjelm, 1798)
- bűzös holyva (Ocypus olens) (O. F. Müller, 1764)
- bundás holyva (Emus hirtus) (Linnaeus, 1758)
- lódarázsholyva (Velleius dilatatus) (Fabricius, 1787)
- dögészholyva (Creophilus maxillosus) (Linnaeus, 1758)
- márványos holyva (Ontholestes murinus) (Linnaeus, 1758)

## Fordítás
- Ez a szócikk részben vagy egészben  a   Staphylininae című orosz Wikipédia-szócikk fordításán alapul.  Az eredeti cikk szerkesztőit annak laptörténete sorolja fel. Ez a jelzés csupán a megfogalmazás eredetét és a szerzői jogokat jelzi, nem szolgál a cikkben szereplő információk forrásmegjelöléseként.